# Церква Різдва Пресвятої Богородиці (Трибухівці)

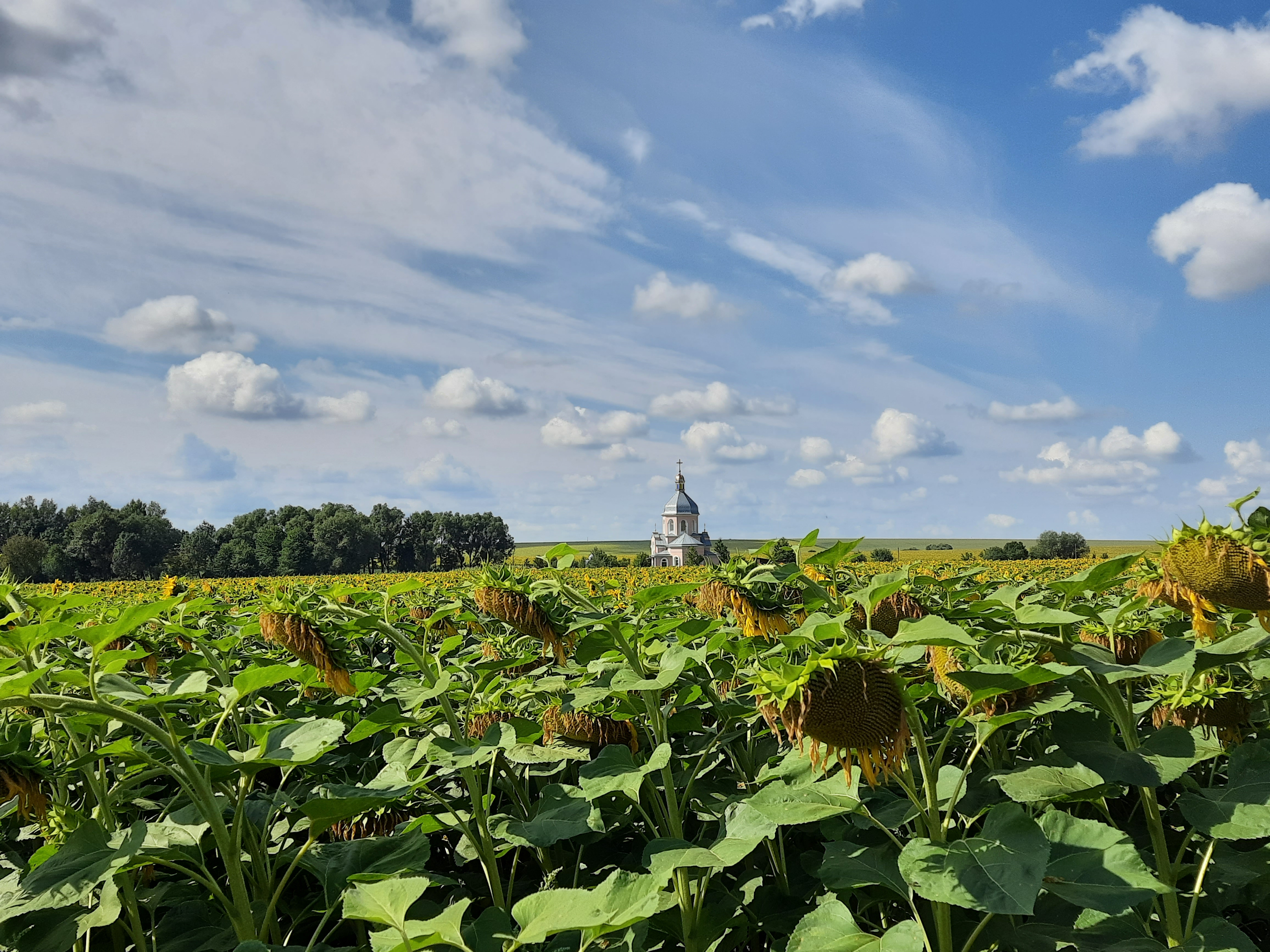
Церква Різдва Пресвятої Богородиці

Церква Різдва Пресвятої Богородиці в Трибухівцях — парафія і храм греко-католицької громади Бучацького деканату Бучацької єпархії Української греко-католицької церкви в селі Трибухівці Чортківського району Тернопільської области.

## Історія церкви
Під час підпілля УГКЦ жителі хутора Поперечки відвідували богослужіння в церквах сусідніх сіл Трибухівці та Джурин, які тоді належали до РПЦ. У цей період єпископ катакомбної УГКЦ Павло Василик приїжджав до Поперечок для проведення греко-католицьких служб. Коли парафія в Трибухівцях повернулася в лоно УГКЦ, віряни хутора почали відвідувати цей храм.
У 2001 році на хуторі Поперечки створили парафію та спорудили каплицю-постамент Пресвятої Богородиці. У 2003 році неподалік від нього освятили пам'ятний хрест, що символізував початок будівництва власної церкви.
У 2007 році отці Зеновій Войтюк і Василь Чверенчук освятили місце та наріжний камінь для нового храму. Завдяки підтримці уродженця хутора Володимира Тріньки за 14 місяців у Поперечках збудували величний храм Різдва Пресвятої Богородиці. 28 вересня 2008 року його освятив Апостольський Адміністратор Бучацької єпархії о. Димитрій Григорак у співслужінні з настоятелем храму Святої Ольги-Єлизавети з Львова о. Миколою Фрединою, о. деканом Зеновієм Войтюком, о. парохом Василем Чверенчуком та священниками Бучацького деканату.

## Парохи
- о. Василь Чверенчук,
- о. Володимир Старик (2009—2010),
- о. Володимир Гнилиця (2010—2012),
- о. Михайло Гевак (з грудня 2012).